# Стары-Явор
Стары-Явор (пол. Stary Jawor) — остановочный пункт железной дороги (платформа) в городе Явор (расположен в дзельнице Стары-Явор), в Нижнесилезском воеводстве Польши. Имеет 1 платформу и 1 путь.
Остановочный пункт на железнодорожной линии Катовице — Легница, построен в 1856 году, когда эта территория была в составе Королевства Пруссия.